# جان کاپلر
جان کاپلر (انگلیسی: John Kappler؛ زادهٔ ۲۲ دسامبر ۱۹۴۳) دانشمند و پژوهشگر بیوشیمی و ایمنی‌شناسی اهل ایالات متحده آمریکا و استاد گروه ایمونولوژی یکپارچه در سازمان ملی بهداشت یهودیان است.
او در سال ۱۹۸۳ با همکاری جیمز پی. الیسن و الیس راینهرز موفق به کشف گیرنده لنفوسیت تی شدند.
وی همچنین برندهٔ جوایزی همچون جایزه لوئیزا گراس هوروویتس شده و از سال ۱۹۸۶ میلادی عضو آکادمی ملی علوم است.